# L'amore del bandito
L'amore del bandito è un romanzo noir di Massimo Carlotto, pubblicato nel 2009. È il sesto libro di una serie che vede protagonista l'investigatore privato Marco Buratti, detto l'"Alligatore", seguito dall'opera La banda degli amanti edita nel 2015.

## Trama
L'investigatore privato Marco Buratti, detto l'"Alligatore", viene avvicinato nel 2004 da un losco figuro per indagare su un rilevante furto di stupefacenti avvenuto presso l'Istituto di medicina legale, dell'Università di Padova, dove erano custoditi in attesa di analisi per conto della Polizia. L'uomo vorrebbe assoldare l'Alligatore per scoprire l'identità dei mandanti e, al netto rifiuto dell'Alligatore di occuparsi del caso, risponde con minacce e intimidazioni. Per scoraggiare l'uomo ed essere lasciato in pace, l'Alligatore si rivolge agli amici, Beniamino Rossini, anziano bandito di vecchio stampo e Max "la Memoria" ma, nel tentativo di dissuasione, a seguito di una reazione inconsulta dell'uomo, i tre amici lo uccidono e ne nascondono il corpo. Nel rispetto delle consuetudini della malavita, i tre fanno ritrovare dai complici della vittima il suo anello all'interno della macchina, come prova dell'avvenuto omicidio.
Due anni dopo Sylvie, la donna di Beniamino, viene rapita. L'anziano bandito rinviene lo stesso anello nell'auto della scomparsa. Sono vani i tentativi dei tre amici di ritrovare la donna e perciò decidono di scoprire l'identità dell'uomo ucciso due anni prima, dei suoi complici e dei mandanti del furto di droga, convinti che seguire tali tracce possa portare al ritrovamento di Sylvie. Grazie alle "soffiate" di Morena, un'escort fidanzata di un poliziotto corrotto, l'Alligatore scopre che nel furto erano coinvolti i servizi segreti e la mafia kossovara ma tali scoperte non valgono a ritrovare la rapita.
Molti giorni dopo, l'Alligatore riceve la telefonata di una certa Greta Gardner, la donna dell'uomo ucciso due anni prima, che confessa di aver rapito Sylvie e che minaccia di ucciderla qualora l'investigatore non porti a termine l'indagine sul furto di droga.
L'Alligatore scopre ben presto che le richieste della donna sono pretestuose: nonostante sia stata messa a conoscenza di tutti i risultati delle indagini, non ha nessuna intenzione di liberare Sylvie e, come vendetta per l'omicidio del fidanzato, è intenzionata a mantenerla come schiava sessuale in un sordido locale per poi ucciderla. L'interesse di Greta nel furto della droga era motivato dall'intenzione della mafia serba, cui ella appartiene, di utilizzare le prove acquisite dall'Alligatore per screditare i kossovari agli occhi della politica internazionale.
I tre amici, con l'aiuto di complici francesi, dopo aver scoperto a Corenc il bordello dove Sylvie viene tenuta prigioniera, vi irrompono e, dopo averne giustiziato i sorveglianti, liberano la donna e spariscono cercando di far perdere per sempre le proprie tracce.
Alcuni mesi dopo, i tre, stanchi della latitanza e comunque decisi a chiudere i conti con Greta Gardener, ne progettano l'omicidio e quello di tutti i membri della sua banda. Max decide di non partecipare al progetto, mentre Beniamino e l'Alligatore partono nuovamente per Francia intenzionati ad attuare il proprio piano. Dopo il fallito tentativo di assassinare la donna, durante il quale perde comunque la vita il neo-marito di Greta, freddato durante la cerimonia di nozze, l'Alligatore scopre che Beniamino, cui si deve il parziale fallimento del piano, non è intenzionato a chiudere i conti con i rapitori, prima di aver trovato il modo di liberare dalla schiavitù tutte le donne prigioniere della banda e avviate alla prostituzione. Tale risultato sarebbe un parziale riscatto per le vessazioni subite da Sylvie, da cui la donna non si è più ripresa, e un atto di giustizia dettato dai ferrei principi di Beniamino.
Il romanzo si conclude con l'Alligatore e Beniamino a Parigi, impegnati a mettere a punto un piano per sgominare la banda di Greta e mettere fine alle sofferenze delle donne rapite e sottoposte a schiavitù.

## Personaggi
Marco BurattiMeglio conosciuto come "l'Alligatore", è un investigatore privato che si muove a suo agio tra gli ambienti della malavita grazie alle molte conoscenze acquisite nelle varie prigioni italiane durante la sua lunga detenzione per motivi politici.
Beniamino RossiniDetto "il vecchio Rossini", per distinguerlo dai suoi molti fratelli. È un malvivente della vecchia guardia, senza scrupoli ma con un ferreo codice d'onore che rispetta e fa rispettare a ogni costo.
Max "la Memoria"Grasso amico e collaboratore dell'Alligatore, è detto la Memoria grazie alla sua predisposizione ad accumulare informazioni e dossier che trova il modo di utilizzare a vantaggio delle varie indagini.
SylvieÈ lei "l'amore del bandito" che dà il titolo al romanzo. Fidanzata di Beniamino Rossini, bellissima danzatrice del ventre, franco-algerina, viene rapita dalla banda di Greta e sottoposta per mesi a indicibili abusi sessuali. Una volta liberata, non ritroverà più la propria serenità.

## Edizioni
- Massimo Carlotto, L'amore del bandito, 1ª ed., Edizioni e/o, 2009,  p. 191, ISBN 978-88-7641-873-0.
- (EN) Massimo Carlotto, Bandit's Love, traduzione di Antony Shugaar, World Noir, Europa Editions, 2010, ISBN 978-1-933372-80-8.
- (DE) Massimo Carlotto, Banditenliebe, traduzione di von Hinrich Schmidt-Henkel, Stoccarda, Tropen, 2011, ISBN 978-3-608-50209-1.
- Massimo Carlotto, L'amore del bandito, 2ª ed., Edizioni e/o, 2012,  p. 191, ISBN 978-88-7641-988-1.
- (EL) Massimo Carlotto, ο έρωτας του ληστή, Ekdoseis Kastanioti, 2012, ISBN 978-960-03-5454-6.